# Ambulyx salomonis
Ambulyx salomonis är en fjärilsart som beskrevs av Rothschild och Jordan. Ambulyx salomonis ingår i släktet Ambulyx och familjen svärmare. Inga underarter finns listade i Catalogue of Life.